# Harold Anthony Perera
Harold Anthony Perera (sinh 1951) là một Giám mục người Sri Lanka của Giáo hội Công giáo Rôma. Ông hiện làm Giám mục chính tòa Giáo phận Kurunegala. Trước đó, ông cũng đảm trách nhiều vai trò khác như Giám mục chính tòa Giáo phận Ratnapura (2003 - 2005) và Giám mục chính tòa Giáo phận Galle (2005 - 2009).

## Tiểu sử
Giám mục Harold Anthony Perera sinh ngày 9 tháng 6 năm 1951 tại Bopitiya, thuộc Sri Lanka. Sau quá trình tu học dài hạn tại các chủng viện theo quy định từ phía Giáo luật, ngày 5 tháng 7 năm 1980, Phó tế Perera, 29 tuổi, tiến đến việc được truyền chức linh mục. Tân linh mục là thành viên linh mục đoàn của Tổng giáo phận Colombo, nghi thức truyền chức được cử hành bởi Tổng giám mục của giáo phận là Nicholas Marcus Fernando.
Sau gần 25 năm mục vụ trên cương vị là một linh mục, ngày 29 tháng 1 năm 2003, tin tức từ Tòa Thánh loan đi về việc Giáo hoàng quyết định nâng linh mục Harold Anthony Perera vào hàng ngũ các giám mục, cụ thể làm làm Giám mục chính tòa Giáo phận Ratnapura. Buổi lễ truyền chức cho tân giám mục Perera được cử hành sau đó vào ngày 18 tháng 3 cùng năm, với phần nghi thức chính yếu truyền chức chủ sự bởi 3 giáo sĩ. Chủ phong là Giám mục Albert Malcolm Ranjith Patabendige Don, Nguyên Giám mục chính tòa Ratnapura. Hai vị còn lại với vai trò phụ phong gồm có Tổng giám mục Oswald Thomas Colman Gomis, Tổng giám mục Tổng giáo phận Colombo và Giám mục Thomas Savundaranayagam, Giám mục chính tòa Giáo phận Jaffna. Tân giám mục chọn cho mình châm ngôn:Caritas est vinculum pacis.
Sau gần hai năm được tấn phong giám mục cho Giáo phận Ratpura, ngày 15 tháng 2 năm 2005, tin từ Tòa Thánh cho biết Giáo hoàng đã quyết định thay đổi nhiệm sở của Giám mục Perera, qua đó chuyển giám mục Perera làm Giám mục chính tòa Giáo phận Galle. Tân giám mục Galle đã đến đến nhận nhiệm sở mới của mình sau đó vào ngày 8 tháng 3 cùng năm. Nhưng giám mục Perera vần chưa có thể phục vụ kâu dài tại Galle vì 4 năm sau khi thuyên chuyển đến Galle, ngày 14 tháng 5 năm 2009, Tòa Thánh một lần nữa ấn kí quyết định thuyên chuyển Giám mục Perera, lần này điều chuyển giám mục này làm Giám mục chính tòa Giáo phận Kurungegala.